# Peloribates canadensis
Peloribates canadensis är en kvalsterart som beskrevs av Hammer 1952. Peloribates canadensis ingår i släktet Peloribates och familjen Haplozetidae. Inga underarter finns listade i Catalogue of Life.